# Полиантес
Полиантес (лат. Polianthes)  — род цветковых растений подсемейства Агавовые (Agavoideae) семейства Спаржевые (Asparagaceae).

## Хозяйственное значение и применение
Тубероза (Polianthes tuberosa) используется в парфюмерии.

## Таксономия
Род Полиантес включает 17 видов:
- Polianthes bicolor E.Solano, Camacho & García-Mend.
- Polianthes densiflora (B.L.Rob. & Fernald) Shinners
- Polianthes durangensis Rose
- Polianthes elongata Rose
- Polianthes geminiflora (Lex.) Rose
- Polianthes howardii Verh.-Will.
- Polianthes longiflora Rose
- Polianthes michoacana M.Cedano, Delgad. & Enciso
- Polianthes montana Rose
- Polianthes multicolor E.Solano & Dávila
- Polianthes nelsonii Rose
- Polianthes oaxacana García-Mend. & E.Solano
- Polianthes palustris Rose
- Polianthes platyphylla Rose — Полиантес широколистный
- Polianthes pringlei Rose
- Polianthes sessiliflora (Hemsl.) Rose
- Polianthes tuberosa L. — Тубероза, или Полиантес клубненосныйtypus